# Zaubertroll

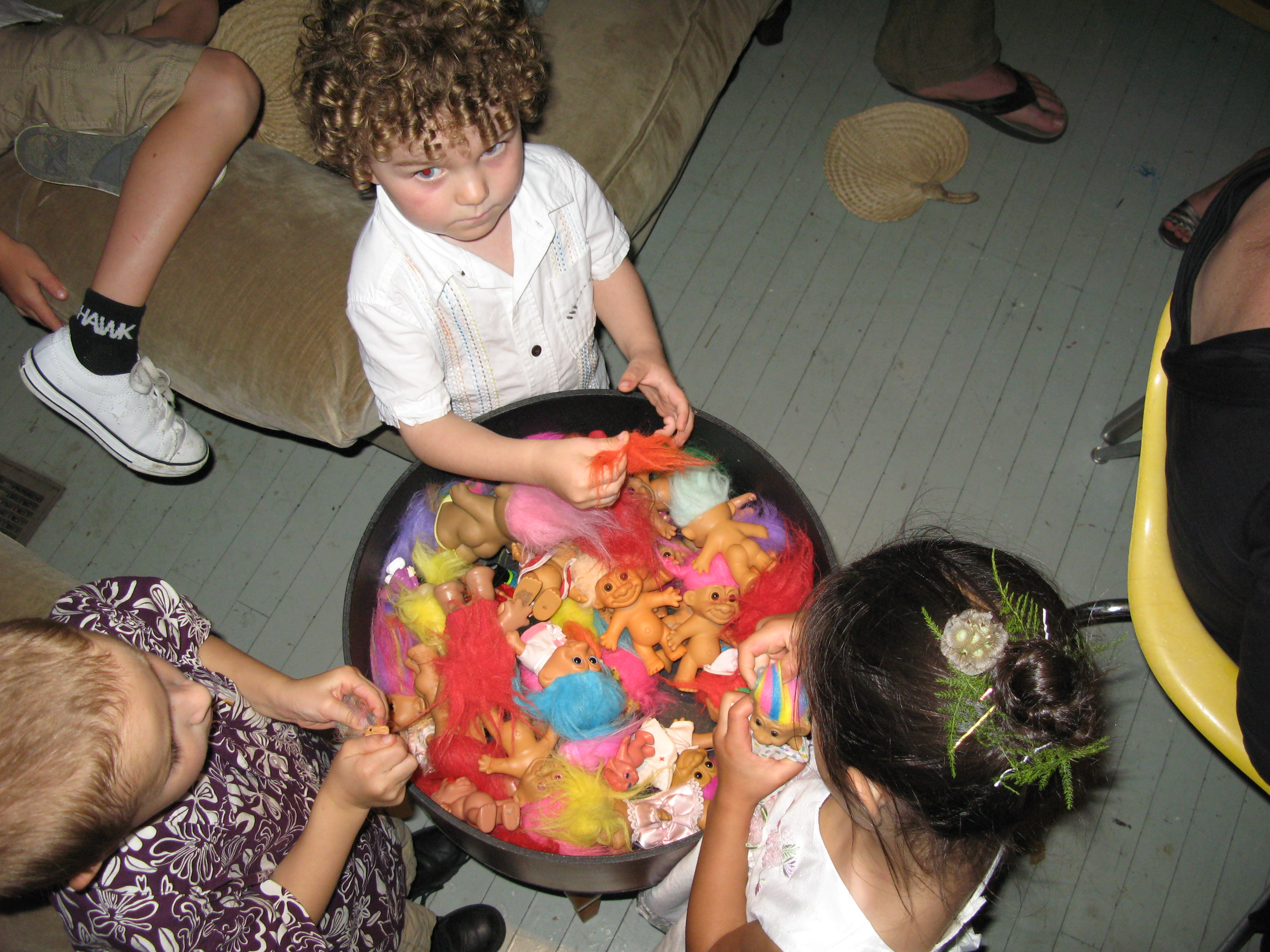
Kinder beim Spielen mit Plastiktrollen

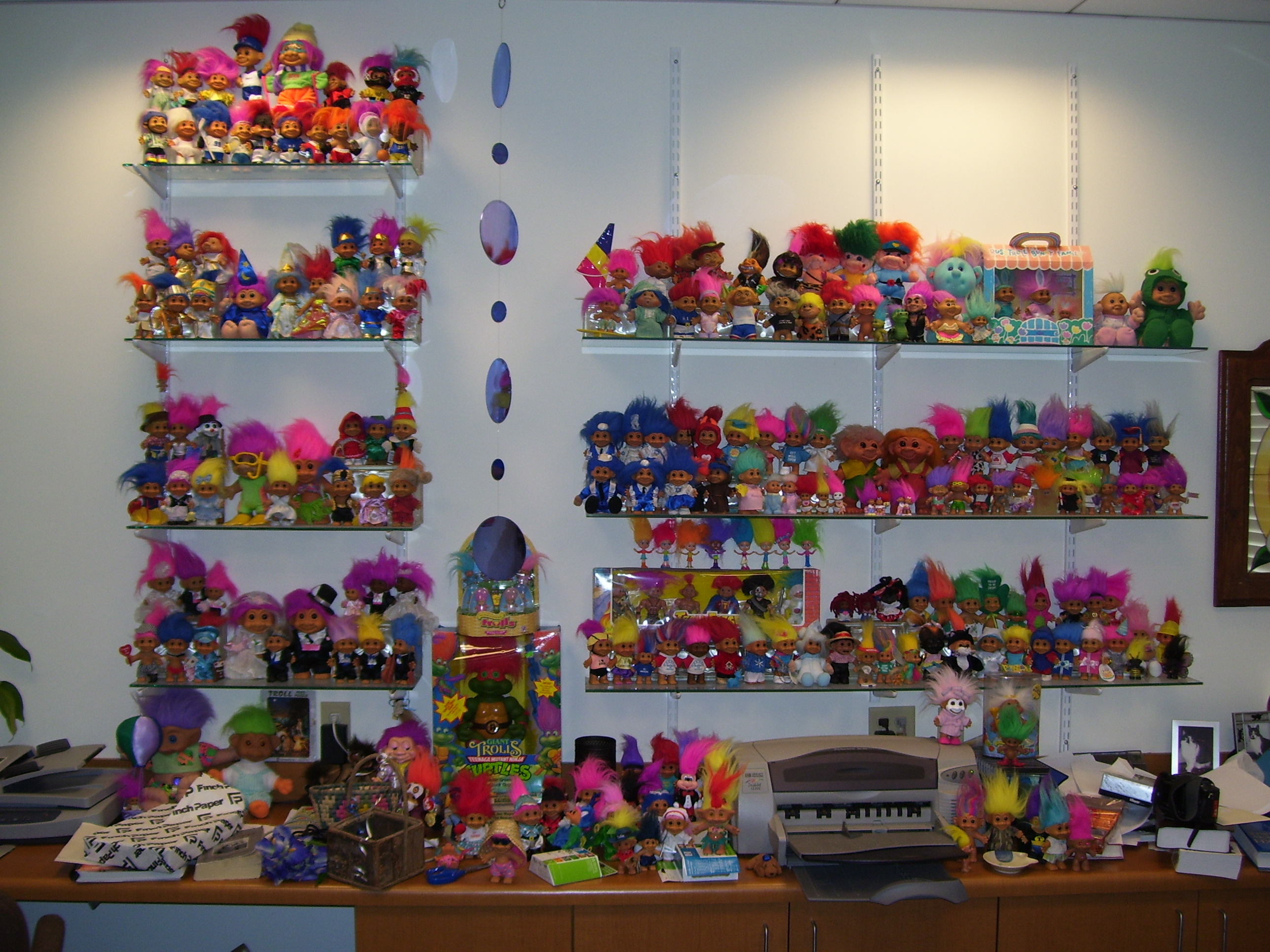
Trollsammlung einer Erwachsenen

Eine Trollpuppe, auch Zaubertroll oder Dampuppe gehört zu einem Typus von Plastikpuppen mit langen Haaren, die einen Troll darstellen. Die in den frühen 1960er Jahren insbesondere in den USA äußerst beliebten Spielzeuge gehen auf den dänischen Holzschnitzer Thomas Dam (1915–1989) zurück. Es gab danach noch mehrmals regelrechte Trollwellen, bei denen vor allem in den USA von den 1970ern bis in die 1990er Jahre ähnliche Produkte verschiedener Hersteller erfolgreich vertrieben wurden. International bekannt und erfolgreich wurden dabei insbesondere die Zaubertrollpuppen der Firma Hasbro. In den 1990er Jahren kamen noch Videospiele und eine auf den Figuren basierende Videoshow hinzu. 2003 gelang es Dams Firma, ihre Urheberrechte an den Trollen in den USA besser durchzusetzen. Der 2005 erfolgte Versuch, die Marke unter Trollz zu erneuern, fand wenig Kundeninteresse. Die Puppen sind beliebte Sammlerstücke. Im Jahr 2016 erschien der animierte Film Trolls mit den Figuren.

## Geschichte
1959 schnitzte der dänische Fischer und Holzschnitzer Thomas Dam eine Trollpuppe für seine Tochter als Weihnachtsgeschenk. Sie ging in Gjøl in Vendsyssel zur Schule, wo andere Kinder, vor allem Mädchen, sich anschließend auch solche Puppen wünschten. Dam begann damit, die Figuren unter Dam Things professionell herzustellen und zu vertreiben, Good Luck Trolls war eine der Marken. Dam gelang es, mit seinen Trollpuppen auch in einigen anderen europäischen Ländern Fuß zu fassen. Den größten Erfolg hatten die Figuren zwischen Herbst 1963 und 1965, was als regelrechte Toy Fad, als (Troll)-Spielzeugwelle oder -Fimmel, bezeichnet wurde.

## Besonderheiten
Dams Figuren waren sehr aufwendig gestaltet, mit Schafwollhaaren und Glasaugen. Aufgrund des kommerziellen Erfolges sowie wegen einer Lücke bei Thomas Dams US-Copyrightunterlagen kam eine Vielzahl von billigeren Nachahmerprodukten auf. Dams Firma ließ sich davon nicht beeindrucken und setzte die Produktion in Europa fort. In den späteren 1980ern wurde erneut versucht, in den USA zu reüssieren, in Kooperation mit der E.F.S. Marketing Associates, Inc (Farmingdale, New York) und unter dem Markennamen Norfin (R) Trolls.
Eine Besonderheit der Trolle gegenüber anderen Puppen war der Nachweis, dass Mädchen sich damit auch für imperfektes, unvollendetes, hässliches Spielzeug begeistern konnten. Genau dies war vorher nicht systematisch wahrgenommen oder vermarktet worden. Der Unterschied der Trolle zu beispielsweise Barbie-Puppen und klassischen Ankleidepuppen hätte größer nicht sein können.
Die Trollpuppen waren immer sehr mädchenspezifisch, mehrere Versuche Mitte der 1990er Jahre, sie auch an Jungen zu vermarkten, scheiterten. Es wurde dabei unter anderem versucht, sie als The Original Battle Trolls, Stone Protectors oder – in Anlehnung an andere populäre Spielfiguren – als Teenage Mutant Ninja Turtle Trolls oder Mighty Max zu vermarkten. Erfolgreich wurde hingegen eine Darstellung als Cheerleadertrolle.
Das Videospiel Trolls wurde 1993 für Amiga, DOS und C64 veröffentlicht, weitere Spiele (Super Troll Islands) wurden unter anderem für die Spieleplattformen NES und SNES veröffentlicht.

## Besitzrechte
2003 war Dams Familie nach einer Gesetzesreform in den USA in der Lage, das ursprüngliche Copyright in den USA wieder zu erhalten. Dam wurde damit auch in den USA zum alleinigen Hersteller. Ein Prozess der Firma Uneeda gegen Dam, die mit nachgemachten Figuren Millionen verdient hatte, scheiterte. 2003 wurden Trollpuppen von der Toy Industry Association in die Liste der 100 schönsten Spielzeuge des 20. Jahrhunderts aufgenommen.
2005 erhielt die Firma DiC Entertainment von Dam die Lizenz zum Vertrieb der Puppen in den USA, hatte allerdings keinen Erfolg mit ihrer Vermarktungsstrategie, was einen Konflikt mit Dam als Lizenzgeber zur Folge hatte. 2013 gab DreamWorks Animation bekannt, mit Ausnahme Skandinaviens die weltweiten Bild- und Vertriebsrechte erworben zu haben.
Im Herbst 2016 brachte das US-amerikanische Studio DreamWorks Animation den computeranimierten Film Trolls ins Kino.

## Museum
Im Mai 2019 eröffnete das kleine Museum Troldemuseet in Thomas Dams Heimatort Gjøl (Limfjordsgade 50, 9440 Aabybro).